# Reverté Albox
CA Reverté Albox – hiszpański klub szachowy z siedzibą w Albox, mistrz kraju z 2005 roku.

## Historia
Klub został założony w 1997 roku. W latach 1998–1999 klub został mistrzem Andaluzji, a w 1999 roku wygrał ponadto Primera División, awansując tym samym do División de Honor. W 2000 roku zespół zdobył trzecie miejsce w mistrzostwach kraju, a rok później – drugie. W 2002 roku klub zadebiutował w Pucharze Europy, zajmując w rozgrywkach dwudzieste miejsce. W kraju sezon 2002 Reverté zakończył spadkiem do Primera División, a od 2004 roku ponownie grał na najwyższym poziomie rozgrywkowym. Zespół zajął wówczas trzecie miejsce. Rok później Reverté Albox zdobył tytuł mistrzowski. Zawodnikami klubu byli wówczas m.in. Aleksiej Driejew, Władimir Małachow, Siergiej Mowsesjan, Lluís Comas Fabregó i Salvador Gabriel Del Río Angelis. W 2010 i 2012 roku zespół zajmował trzecie miejsce w División de Honor. Po 2012 roku nie uczestniczył w rozgrywkach najwyższej hiszpańskiej klasy rozgrywkowej.

## Arcymistrzowie w historii klubu
| - Lluís Comas Fabregó - Salvador Gabriel Del Río Angelis - Aleksiej Driejew - David García Ilundáin - Irisberto Herrera - Zbyněk Hráček - Siergiej Iwanow - Robert Kempiński - Michał Krasenkow - Bogdan Lalić - Władimir Małachow | - Micheil Mczedliszwili - Siergiej Mowsesjan - Peter Heine Nielsen - Friso Nijboer - Manuel Rivas Pastor - Enrique Rodríguez Guerrero - Alfonso Romero Holmes - Aleksandr Rustemow - Mihai Șubă - Emil Sutowski - Aleksandr Szimanow |